# Atlee Mahorn
Atlee Anthony Mahorn (Claredon, 27 ottobre 1965) è un ex velocista canadese, bronzo ai mondiali di Tokyo 1991 nei 200 metri piani.

## Biografia
Nato in Giamaica, ma naturalizzato canadese, in carriera vanta tre partecipazioni ai Giochi olimpici (da Los Angeles 1984 a Barcellona 1992) e un oro ai Giochi del Commonwealth, sui 200 metri, ad Edimburgo nel 1991.

## Palmarès
| Anno | Manifestazione | Sede      | Evento                | Risultato | Prestazione | Note  |
| ---- | -------------- | --------- | --------------------- | --------- | ----------- | ----- |
| 1985 | Universiadi    | Kōbe      | 200 metri piani       | Argento   | 20"65       | [ 1 ] |
| 1991 | Mondiali       | Tokyo     | 200 metri piani       | Bronzo    | 20"49       |       |
| 1993 | Mondiali       | Stoccarda | Staffetta 4x100 metri | Bronzo    | 37"83       |       |